# Martin Jole
Martin Aarjen Jole (Den Helder, 4 november 1930 – Haarlem, 18 februari 2004) was een Nederlands honkballer.

## Loopbaan
Jole speelde voornamelijk korte stop en derde honkman en gooide en sloeg linkshandig. Hij begon als kind met honkbal in Haarlem waar hij debuteerde in de hoofdklasse in 1948 bij SC Haarlem. In 1953 nam hij deel aan een trainingskamp in Amerika bij de Cincinnati Reds en kwam uit in oefenwedstrijden voor hun single A team in de Sally League, de Reds Columbia in South Carolina In 1958 stapte hij over naar HHC samen met collega's Jan Smidt en Ben Vrenegoor. Een jaar ervoor was hij door de honkbalbond uitgeroepen tot beste slagman in de hoofdklasse van dat jaar. In 1958 debuteerde hij ook als werper voor de vereniging EHS, de voorloper van de legendarische Haarlem Nicols. In het veld speelde hij daar eerste honkman. In 1961 sloot hij zijn hoofdklassecarrière af. In 1962 was hij nog coach van de hoofdmacht van ADO.
In 1950 debuteerde Jole in het Nederlands honkbalteam en kwam daarvoor tot 1959 uit in 29 interlandwedstrijden. Hij nam met het team deel aan de Europese kampioenschappen van 1956, 1957 en 1958 die alle werden gewonnen door Oranje. Van 1959 tot 1960 was hij tevens coach van het team. Daarna zou hij in 1961 er nog als speler terugkeren.